# Вінленд (Вісконсин)
Вінленд (англ. Vinland) — місто (англ. town) в США, в окрузі Віннебаґо штату Вісконсин. Населення — 1769 осіб (2020).

## Демографія
Згідно з переписом 2010 року, у місті мешкало 1765 осіб у 721 домогосподарстві у складі 560 родин. Було 774 помешкання
Расовий склад населення:
| - 98,5 % — білих - 0,7 % — корінних американців - 0,3 % — азіатів |

До двох чи більше рас належало 0,4 %. Частка іспаномовних становила 0,7 % від усіх жителів.
За віковим діапазоном населення розподілялося таким чином: 19,2 % — особи молодші 18 років, 64,3 % — особи у віці 18—64 років, 16,5 % — особи у віці 65 років та старші. Медіана віку мешканця становила 48,4 року. На 100 осіб жіночої статі у місті припадало 101,0 чоловіків;  на 100 жінок у віці від 18 років та старших — 103,7 чоловіків також старших 18 років.
Середній дохід на одне домашнє господарство  становив 102 000 доларів США (медіана — 80 060), а середній дохід на одну сім'ю — 107 762 долари (медіана — 82 857). Медіана доходів становила 52 176 доларів для чоловіків та 37 917 доларів для жінок. За межею бідності перебувало 0,9 % осіб, у тому числі 1,2 % дітей у віці до 18 років та 0,0 % осіб у віці 65 років та старших.
Цивільне працевлаштоване населення становило 1052 особи. Основні галузі зайнятості: виробництво — 24,6 %, освіта, охорона здоров'я та соціальна допомога — 21,5 %, роздрібна торгівля — 8,6 %, науковці, спеціалісти, менеджери — 7,5 %.